# Герман Молль (генерал)
Герман Молль (нім. Hermann Moll; 30 березня 1890, Шлеттштадт — 8 липня 1959, Браунлаге) — німецький офіцер і менеджер, один із керівників морської авіації, генерал-лейтенант люфтваффе (1 квітня 1942).

## Біографія
1 квітня 1908 року вступив у ВМФ. В квітні-серпні 1914 року пройшов льотну підготовку в морському авіазагоні. Учасник Першої світової війни, з грудня 1914 року — льотчик-спостерігач на військово-морській станції Зебрюгге, з вересня 1915 року — ад'ютант командувача авіації морського корпусу «Фландрія». З 1 травня 1916 року — начальник морської авіаційної станції Гольтенау, з вересня 1916 року — начальник відділу Управління авіації Імперського морського управління. 31 січня 1920 року звільнений у відставку.
З 1 лютого 1920 року — представник авіабудівної фірми з Фрідріхсгафена в Берліні. З 1 квітня 1922 року — виконавчий директор авіабудівної фірми «Дінос» (Варнемюнде). З 1 квітня 1925 по 30 квітня 1928 року — головний адміністратор авіабудівної фірми Caspar AG (Трафемюнде), а з 1 квітня 1927 по 31 травня 1929 року — Yachthafen AG. Обидві фірми працювали на замовлення Імперського військового міністерства. З 1 жовтня 1928 року — виконавчий директор випробувальної служби морської авіації у складі Імперської федерації німецької авіапромисловості.
1 жовтня 1933 року вступив в люфтваффе і був призначений начальником служби випробувань в Трафемюнде. З 1 вересня 1936 року виконував обов'язки начальника 7-ї групи авіаційних постачань. 22 серпня 1937 року очолив 6-у групу авіаційних постачання, у віданні якої було все забезпечення морської авіації. З 1 січня 1941 року — інспектор морської авіації. 4 жовтня 1944 року зарахований в резерв ОКЛ, а 31 січня 1945 року звільнений у відставку. 26 квітня 1945 року захоплений радянськими військами в Берліні. 29 червня 1950 року військовим трибуналом військ МВС Московського округу засуджений до 25 років таборів. 7 жовтня 1955 року переданий владі ФРН і звільнений.

## Нагороди
- Залізний хрест 2-го і 1-го класу
- Знак пілота ВМФ
- Почесний хрест ветерана війни з мечами
- Медаль «За вислугу років у Вермахті» 4-го і 3-го класу (12 років)
- Медаль «У пам'ять 1 жовтня 1938»
- Хрест Воєнних заслуг 2-го і 1-го класу з мечами